# M24 Sniper Weapon System

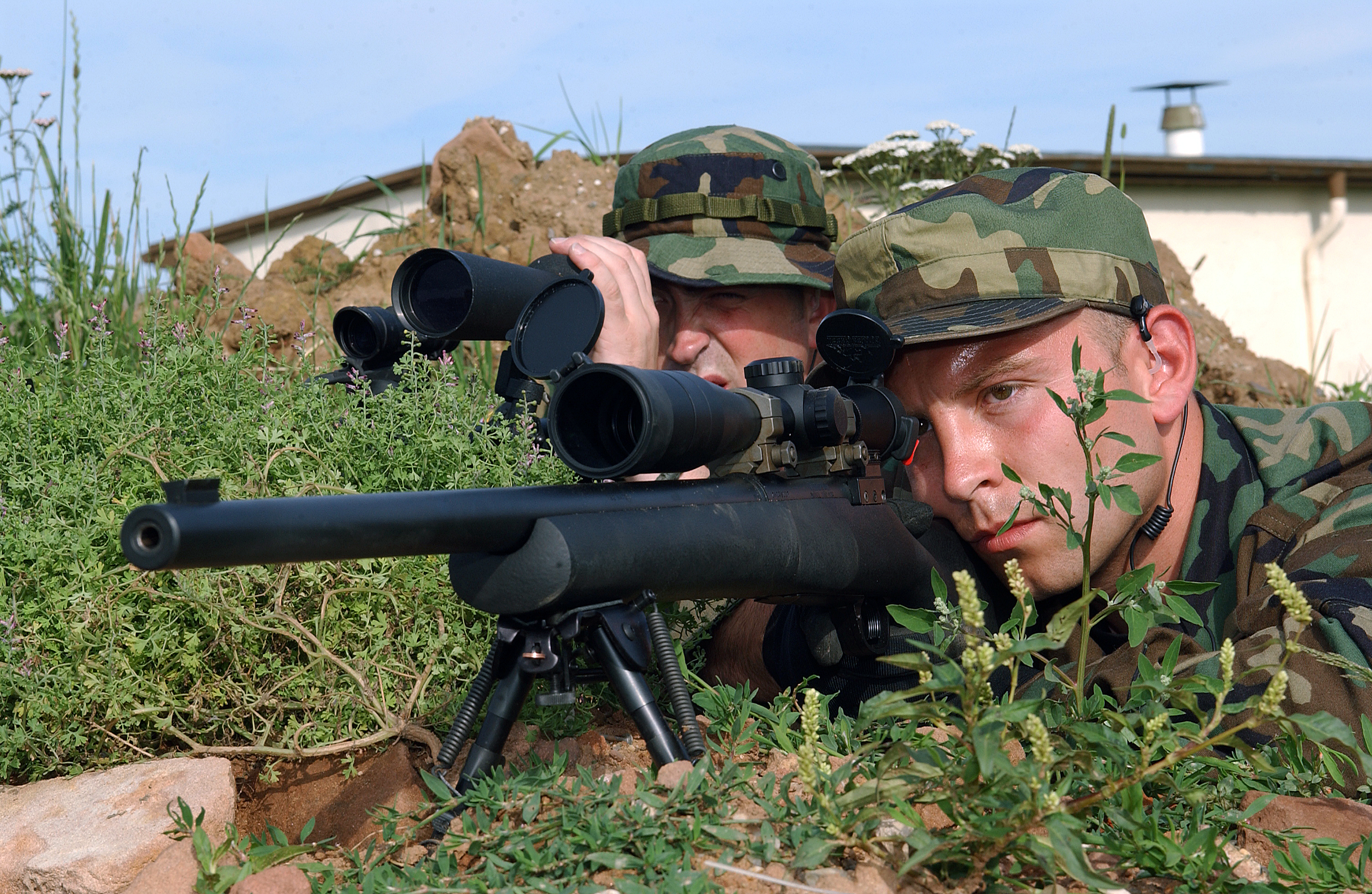
Um militar americano com seu M24 SWS.

O M24 Sniper Weapon System (SWS) é a versão militar e policial do rifle Remington Model 700, calibre 7,62 mm, desenvolvido para o Exército dos Estados Unidos, adotado como o fuzil de precisão padrão estadunidense entre 1988 e 2014.

## Utilizadores
- Afeganistão
- Argélia
- Argentina
- Bangladesh
- Brasil: Usado pelo Comando de Operações Especiais[2] e pelo BOPE.
- Estados Unidos
- Hungria
- Iraque
- Israel
- Geórgia
- Japão
- Líbano
- Malásia
- Paquistão
- Filipinas